# Madonna col Bambino e santi Simone Stock, Caterina da Siena e Gregorio Magno
Madonna col Bambino e santi Simone Stock, Caterina da Siena e Gregorio Magno è un dipinto a olio su tela realizzato da Enea Salmeggia detto il Talpino nel 1616 per i carmelitani della chiesa di Sant'Agata nel Carmine, e conservato nella cappella dedicata alla Madonna del Suffragio.

## Storia
Io Enea Salmezza pittore a fermo di quanto sopra,
Io fra Zacca Bergamelli sud.o aff.mo e pro.to come di sopra»
(Contratto per la pala conservato nell'archivio della chiesa)
L'atto di committenza, firmato da Salmeggia e dal padre carmelitano Zaccaria Bergomelli, conferma che il pittore nembrese aveva in precedenza realizzato un bozzetto dell'opera, mentre quello conservato nella pinacoteca dell'Accademia Carrara è di qualche anno successivo e di provenienza dalla collezione di Giacomo Carrara.Sarà questa la prima opera che l'artista eseguirà per la chiesa, successivamente realizzerà il Martirio di Sant'Agata nel 1620. Il bozzetto conservato in accademia era inserito nell'inventario del Borselli con 1796 con la definizione: Modello ove figurata la Vergine con molti santi opera di Aenea Salmezia detto Talpino bergamasco.Vedesi nella chiesa delli padri Carmelitani di questa città nella cappella della Madonna del Carmine il quadro in grande simile a questo modello di Aenea, a comprova della sua realizzazione posteriore al dipinto.

## Descrizione
Il dipinto raffigura una sacra conversazione, con la Vergine posta nella parte superiore della tela avvolta in una luce gialla e intorno a lei  angeli e putti alati che reggono il coro di nubi. La Madonna appare molto solenne e imponente, contrariamente al bozzetto dove viene raffigurata in una forma molto più plastica, mentre gli angeli che inizialmente apparivano affini alla pittura lottesca, si presentano più stabili avvicinando l'opera a quella del Luini di cui il Salmeggia aveva ammirato le opere nel suo periodo milanese. La Madonna compie il gesto di consegnare a san Simone Stock lo scapolare, raffigurazione consueta nell'illustrazione carmelitana, che tramanda il compiersi di questo gesto, si narra, infatti, che lo scapolare gli fosse stato consegnato dalla Madonna il 16 luglio 1251, con l'istituzione della festa della Nostra Signora del Monte Carmelo.
Nella parte centrale inferiore sono raffigurati molti peccatori e di fronte a loro due angeli, tra di loro i santi Caterina da Siena a sinistra e papa Gregorio Magno il quale diventa il protagonista dell'opera. Questo è raffigurato negli abiti papali, compiendo il gesto che indica la Vergine mentre lo sguardo è rivolto all'osservatore della tela; dietro di lui è identificabile padre Bergomelli, committente dell'opera. San Gregorio è da sempre associato all'intercessione dei defunti così come ripreso nel concilio tridentino: sono infatti identificabili in fedeli invitati a seguire le scritture e gli insegnamenti mariani quale unica via di salvezza delle loro anime. Si consideri che il Bergomelli aveva scritto il testo d'ispirazione gregoriana: Lacrime del peccatore sopra i sette Salmi, a cui era stato sicuramente indirizzato il Salmeggia probabilmente dall'autore stesso.